# Fismes
Fismes [fim] is een gemeente in het Franse departement Marne (regio Grand Est). De gemeente telde 5.884 inwoners op 1 januari 2022. De plaats maakt deel uit van het arrondissement Reims.
Fismes was de laatste halte op de route des Sacres, dit is de weg die de toekomstige Franse koningen aflegden om in Reims gekroond te worden. Dit is de huidige N31.
De stad leed veel schade tijdens beide wereldoorlogen.

## Geschiedenis
De oudste sporen van bewoning in de gemeente bevinden zich in Fismette op de rechteroever van de Vesle. De stad breidde zich uit tot op de linkeroever en een houten brug over de Vesle werd gebouwd. De middeleeuwse stad was volledig ommuurd.

### Brug
In de 19e eeuw kwam er brug met vijf bogen over de Vesle. In 1914 werd die vervangen door een brug met twee bogen, maar bij het begin van de oorlog bliezen Franse genietroepen deze brug op. Toch konden de Duitsers de Vesle langs een ondiepte oversteken. De brug werd provisorisch hersteld door het gemeentebestuur op bevel van de Duitse bezetter en in 1916 definitief hersteld nadat de Fransen de stad terug in handen hadden gekregen. In mei 1918 werd de brug definitief vernield tijdens een Duits offensief. In augustus en september werd er zwaar gevochten om Fismes tussen de Amerikanen en de Duitsers. Op 4 september werden de Duitsers definitief verdreven.
Tijdens het interbellum bouwden de Amerikanen een nieuwe brug met aan weerszijden standbeelden en dodenlantaarns, als monument voor de gesneuvelden. Deze brug kostte 42.700 dollar. Deze brug werd vernield in mei 1940 en tijdens de oorlog was er enkel een voorlopige noodbrug. In 1955 werd de monumentale brug herbouwd, echter zonder de standbeelden of dodenlantaarns. Deze werden toegevoegd bij de restauratie van de brug, ter gelegenheid van de vijftigste verjaardag van de bevrijding.

## Geografie
De oppervlakte van Fismes bedroeg op 1 januari 2022 16,75 vierkante kilometer; de bevolkingsdichtheid was toen 351,3 inwoners per km². De Vesle en de Ardre stromen door de gemeente.
De onderstaande kaart toont de ligging van Fismes met de belangrijkste infrastructuur en aangrenzende gemeenten.

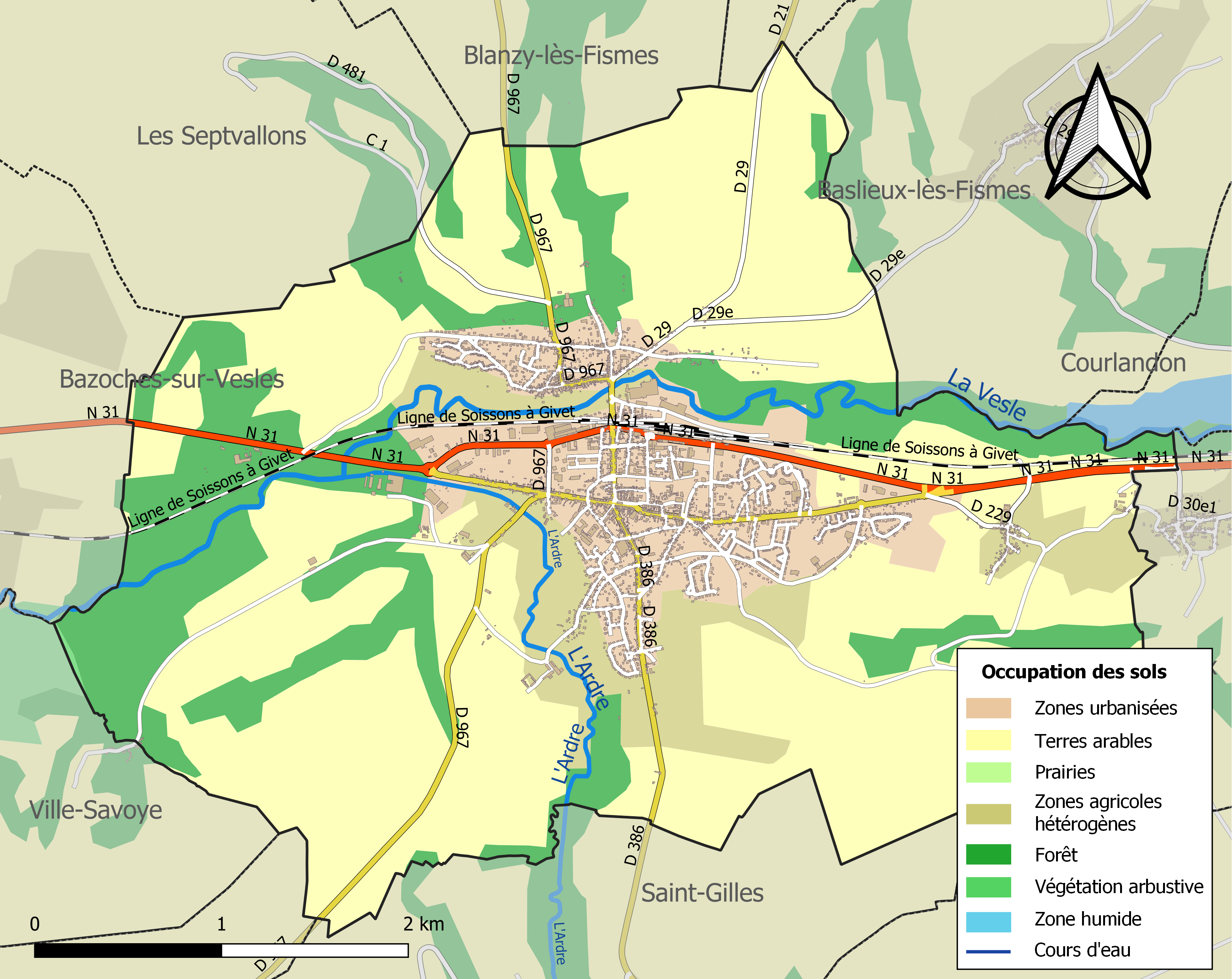

## Demografie
Onderstaande figuur toont het verloop van het inwonertal (bron: INSEE-tellingen).

## Bezienswaardigheden
- Kerk Sainte-Macre, gebouwd in de 12e eeuw en in 1919 geklasseerd als monument historique.
- Stadhuis in neorenaissancestijl (1928) dat het vorig stadhuis uit 1912 verving. Dit laatste verving op zijn beurt het middeleeuwse stadhuis uit 1347 en werd volledig vernield tijdens gevechten in 1918.
- Pont Mémorial Américain, gefinancierd door de staat Pennsylvania na de Eerste Wereldoorlog

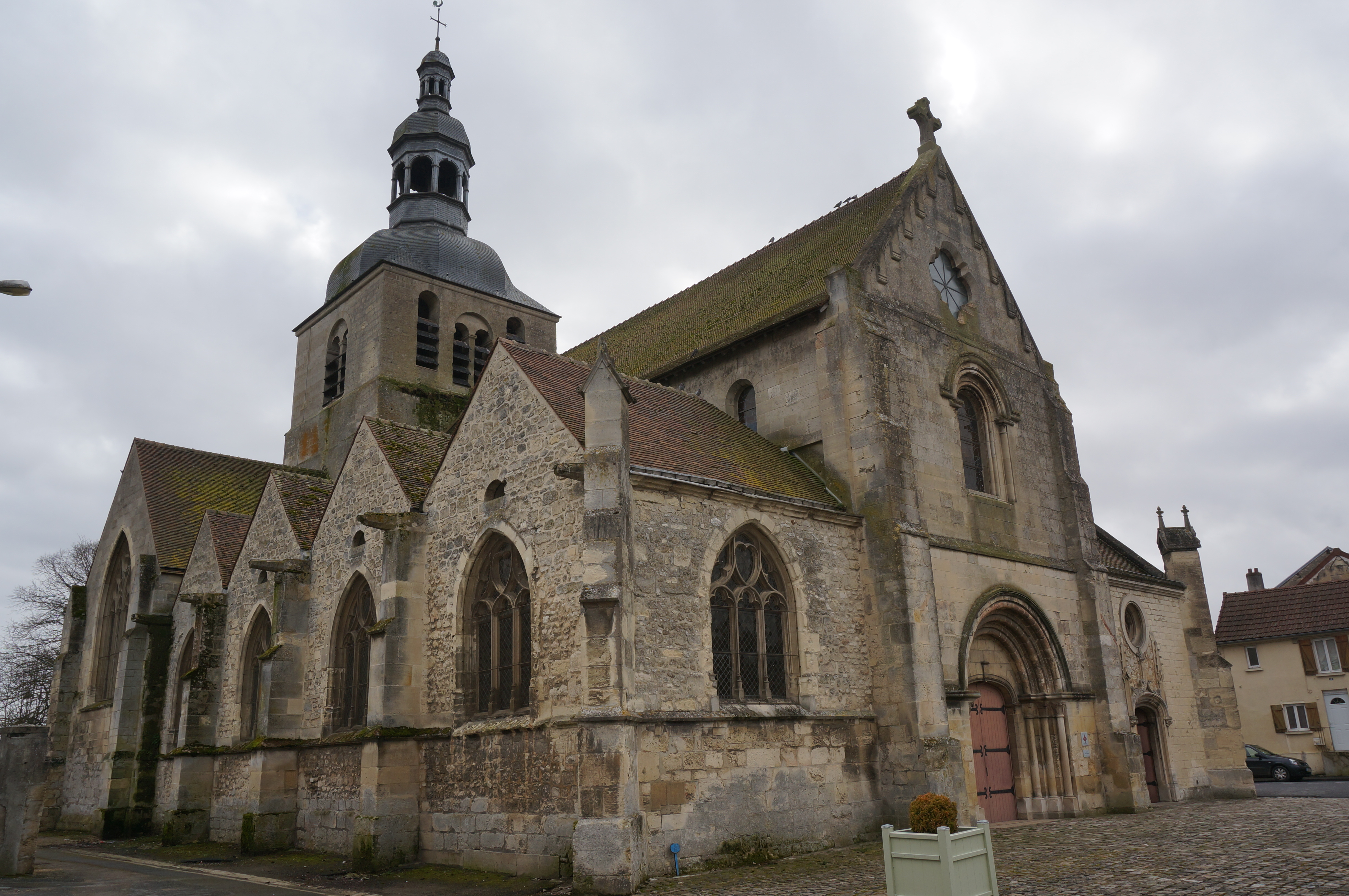
Kerk Sainte-Macre (noordzijde)
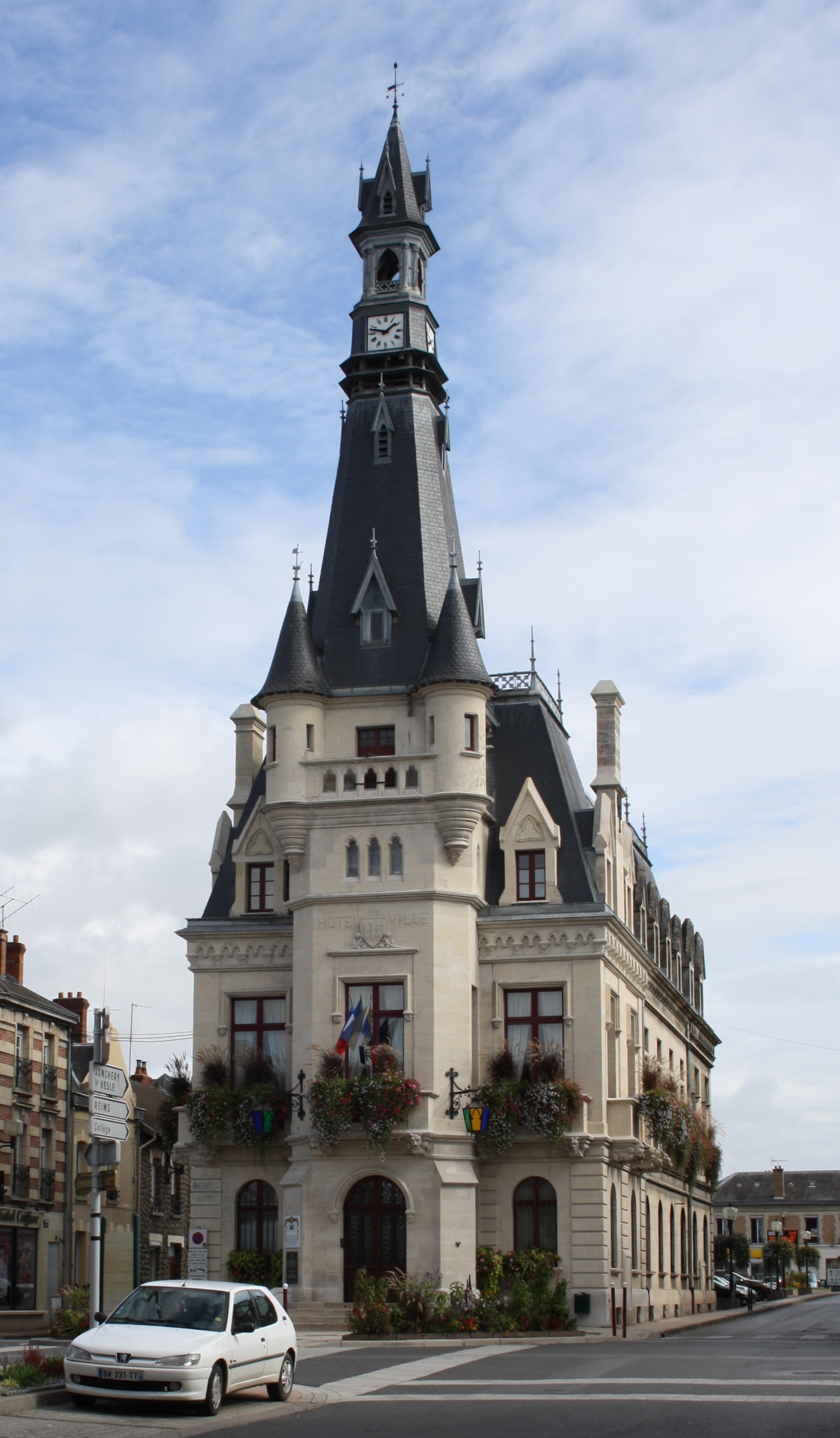
Stadhuis
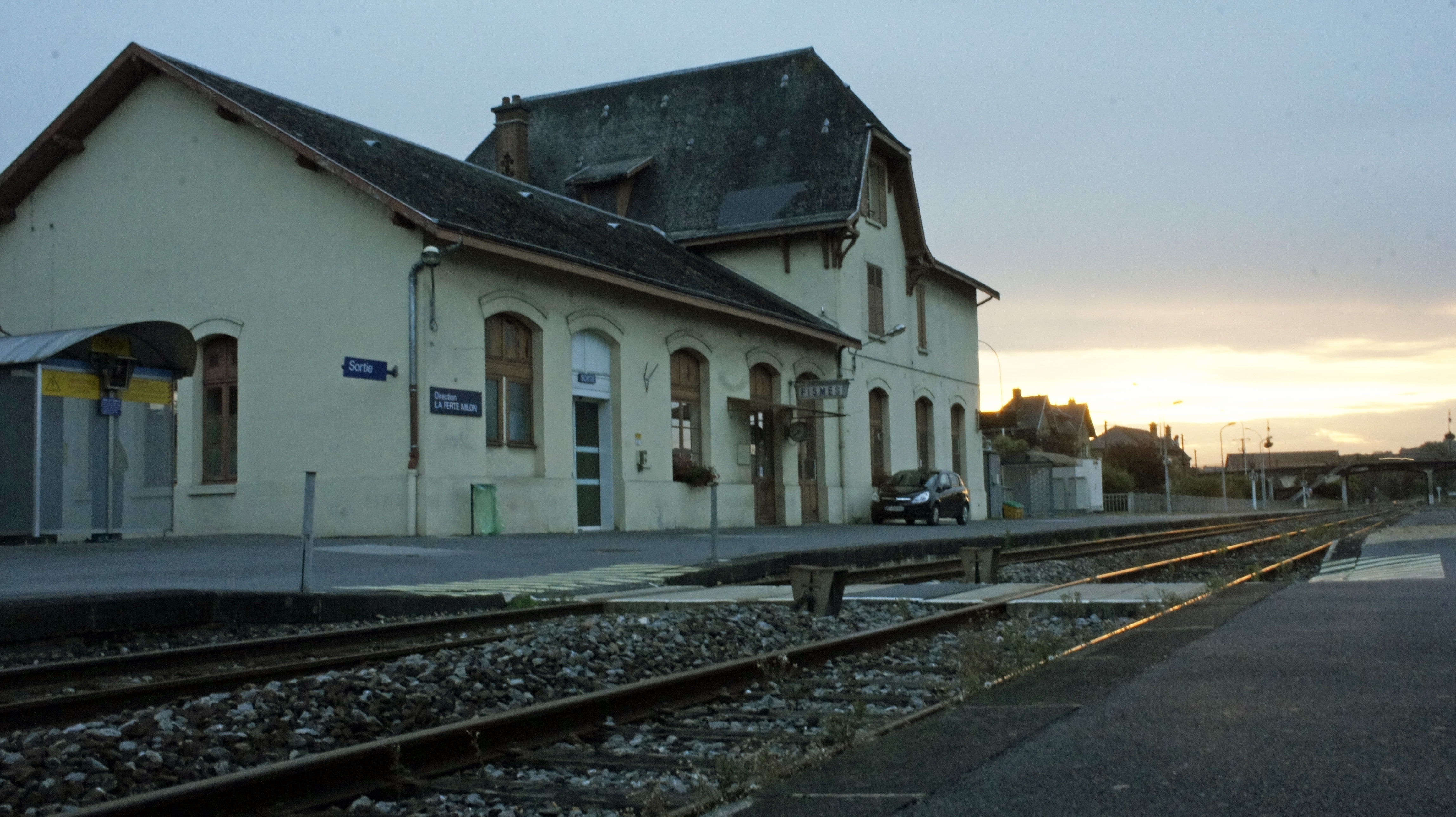
Station Fismes

## Geboren
- Albert Uderzo (1927-2020), striptekenaar (onder andere Asterix)